# 甘阳
甘阳（1952年—），中国当代学者，主张“儒家社会主义”。其妻為潘潔。

## 生平
1952生於浙江杭州，文革時被下放到北大荒插隊勞動，1982年獲黑龙江大学學士，1985年获北京大学西方哲学硕士。1989年后离开大陆赴美国，入讀芝加哥大学社会思想委员会博士班，十年後離開，但並未獲得博士學位。
1999年香港大學亞洲研究中心专职研究员。后任香港中文大学通识教育研究中心荣誉研究员，中山大学哲学系兼职教授，博士生导师，清华大学法学院高访学者，复旦大学儒学文化研究中心学术委员，并担任英文学刊The China Review常务编委，北京“中国文化论坛”理事等学术职务。
2008年被中山大学聘为逸仙学者讲座教授，2009年出任中山大学人文高等研究院院长、博雅学院院长，以及通识教育总监。2011年7月1日被聘为重庆大学兼职教授。2017年9月，任新一任清华大学新雅书院院长。

## 被掌掴事件
2016年1月7日，甘阳因涉嫌阻挠青年教师晋升，在会场遭到遭青年教师李思涯掌掴，另一名青年教师谢肃开始散发揭露甘阳负面信息的材料。事发后，一则关于此事的消息流传于网络，称此事折射出“高校广大青椒（青年教师）艰难处境”。随后，此事件得到媒体的证实。李思涯随后遭到解聘，并回应称甘阳“平日多以言语与行动欺凌博雅学院的教师”，例如在一封学院群发邮件中说：
谢肃老师或许在从前的工作单位有过曾经死的不明不白的经历留下了什么心理创伤，或如果在来博雅后又有过受迫害死的不明不白的经历建议他可以向全院作血泪控诉，但如果以为学生网上评教他的课得了零分又是学院作了什么手脚故意陷害他迫害他，那我大概只能善意建议他最好找心理医生看下。——甘阳

## 著作
八十年代翻译《人论》出名，并编有外国哲学译丛、參與主編的《文化·世界与中国》丛书在八十年的文化熱潮中产生很大影響。编著有：《八十年代文化意识》、《将错就错》、《古今中西之争》、《政治哲人施特劳斯》、《北大五论》等。近几年与刘小枫编辑主持编辑了"西学源流"等丛书。

## 言论与评价
1989年移居芝加哥后，甘阳成为艾伦·布鲁姆的学生，越来越受到美國保守主義哲学和列奥·施特劳斯思想的影响，尤其见于其2003年撰写的施特劳斯《自然权利与历史》中译本序言<政治哲人施特劳斯>中。
甘阳自陈，“我比较关心的是，如何在一个后革命的社会重新培养一个健康的保守主义心态和态度，培养一种以保守主义的、渐进改良的态度看待目前问题和社会变革的方式。”甘阳还称“心中真正的论敌是当代西方的自由派和新左派”。
外界有人将甘阳视作新保守主义者，但普遍将他视为新左派，将他在《读书》上发表的〈自由主义：贵族的还是平民的？〉看作中国新左派的代表作。他受采访时表示，不拒绝外界“新左派”的标签，但“我心里怎么说是另一回事。其实我自己定位，大概会觉得我身上更多保守主义倾向。我认为中国非常需要保守主义”，实际上“我心中真正的论敌是当代西方的自由派和新左派，我尊重他们有些代表人物，例如罗尔斯和福柯，但对他们的思想很有保留。”
甘阳对臺灣民主化观感较差，2006年受访表示“台湾的民主的启示就是，这样的民主不能搞...这种劣质民主实际是民主包装下的恶质政治”，并推荐朱雲漢反思台湾民主乱象的文章。
2009年，甘阳在中山大学创办博雅学院，备受争议。